# (17543) Sosva
Sosva (asteroide n.º 17543 según el MPC) es un asteroide perteneciente al cinturón de asteroides que orbita entre Marte y Júpiter. Su nombre hace referencia al río Sosva, río ruso de la Siberia Occidental afluente del Ob.
Fue descubierto el 14 de agosto de 1993 por Eric Walter Elst desde Caussols, Francia.